# Івар Сандстрем

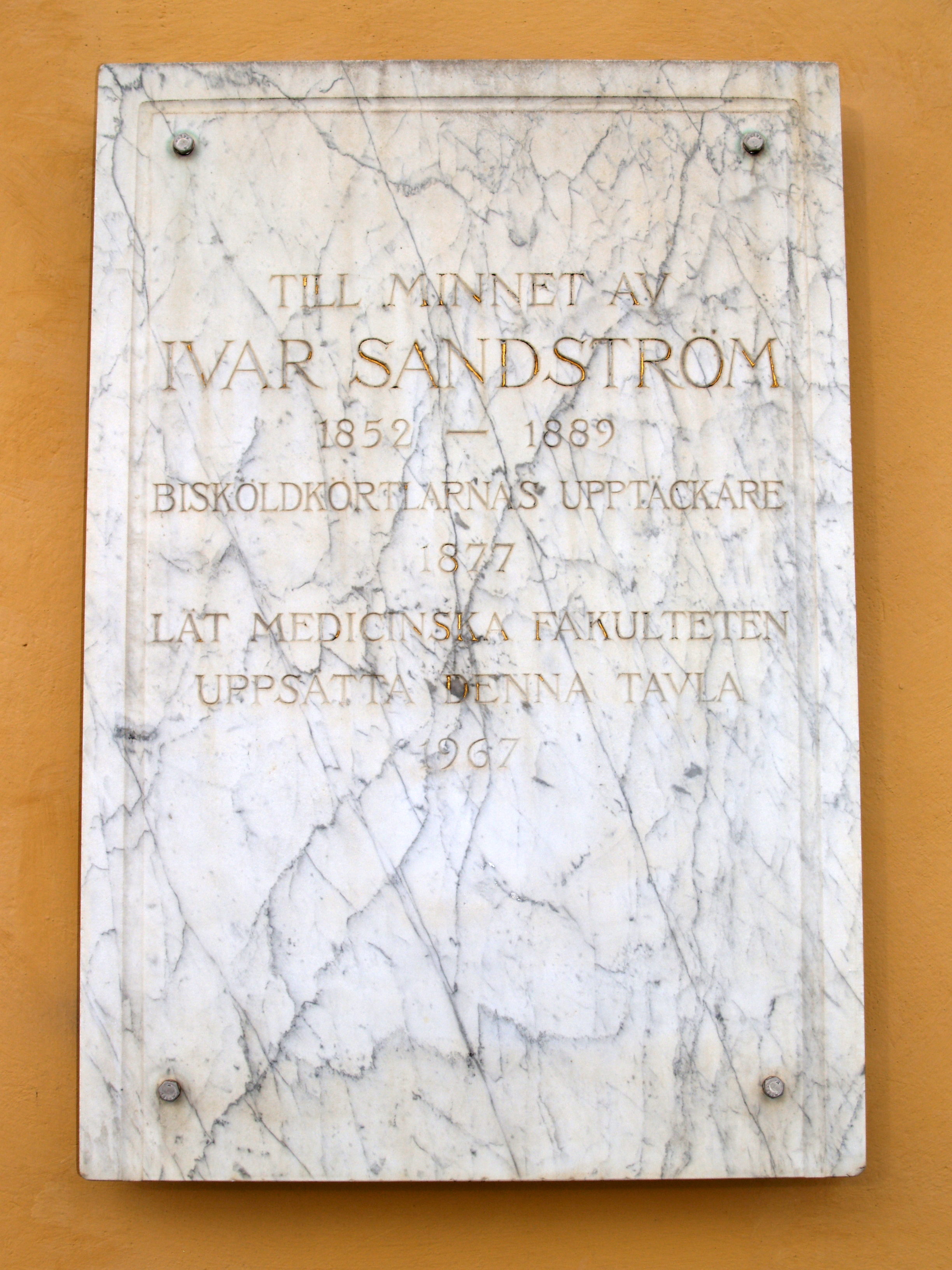
Меморіальна дошка на честь Івара Сандстрема в Уппсальскому Університеті

Івар Віктор Са́ндстрем (швед. Ivar Viktor Sandström, 22 березня 1852 — 3 червня 1889) — шведський лікар та науковець, який вперше в 1880 році, ще будучи студентом-медиком, опублікував дані щодо паращитоподібних залоз, і таким чином йому належить відкриття даного органа.

## Біографія
Івар Сандстрем народився в Стокгольмі та був п'ятою дитиною в родині секретаря геодезійської ради (швед. lantmäteristyrelsen). В 1871 році він вступив на медичний факультет Університету Упсали, паралельно виконуючи науковий проект, після захисту якого отримав ступінь ліцензіата медичних наук в 1886 році. Протягом 1873—1874 Івар Сандстрьом працював асистентом на кафедрі анатомії в Упсальському Університеті, а також виконував обов'язки прозектора впродовж 1879—1880 рр. Був викладачем з гістології 1881—1887.
Після 1880 року, Івар зробив перерву в академічній діяльності та почав працювати лікарем окружної лікарні міста Сала. Був одружений з жінкою з міста Евле та мав двох дітей. Івар страждав на депресію, періодично проходив курси лікування, проте в 1889 році покінчив життя самогубством.

## Відкриття паращитоподібних залоз
Під час роботи прозектором Івар Сандстрем описав паращитоподібні залози, і його наукова праця під назвою швед. Om en ny körtel hos menniskan och åtskilliga däggdjur (Про нові залози у людини та деяких тварин). За цей внесок у науку, Івар був удостоєний премії Hwasserska від Академії наук.